# 와일드 차일드 (1970년 영화)
《와일드 차일드》(L'Enfant sauvage)는 프랑수아 트뤼포가 감독한 영화이다. 1970년 개봉했으며, 빅토르 드 라베롱의 이야기를 바탕으로 하고 있다.

## 줄거리
야생에서 자란 한 아이가 농부들에 의해 잡혀 파리의 의사 이타르에게 보내진다. 대부분의 과학자들은 이 아이가 저능아라고 판단하지만, 이타르 원장은 그의 지적 능력을 깨우는데 성공한다. 도시의 삶과 야생의 법칙은 그리 다르지 않아 보인다.

## 출연

### 주연
- 쟝-피에르 카골
- 프랑수아 트뤼포

### 조연
- 프랑수아 세이그너
- 장 더스
- 애니 밀러
- 끌로드 밀러

## 기타
- 의상: 기트 마그리니

## 정보
- 시나리오: 프랑수아 트뤼포
- 음악: 앙뚜안느 뒤아멜
- 개봉일: 1970년 2월 26일 (프랑스)
- 길이: 83분
- 언어: 프랑스어, 프랑스 수화
- 형식: 흑백